# 横須賀市立長浦小学校
横須賀市立長浦小学校（よこすかしりつ ながうらしょうがっこう）とは、神奈川県横須賀市安針台にある公立小学校である。

## 沿革
元々は長浦町にある常光寺の私塾であった。公立学校としても100年以上の歴史を持つ。
- 1873年（明治6年）6月 - 常光寺の私塾を三浦郡内共立長浦学校に改称。
- 1874年（明治7年）4月 - 第五十三番小学長浦学舎に改称。
- 1875年（明治8年）4月 - 第五十三番小学長浦学校に改称。
- 1889年（明治22年） - 三浦郡公立長浦学校に改称。
- 1941年（昭和16年）4月1日 - 国民学校令により横須賀市長浦国民学校に改称。
- 1947年（昭和22年）4月1日 - 学校教育法により現校名に改称。
- 1992年（平成4年） - 現行地へ校舎を移設。
- 2011年（平成23年）4月 - 本校のサクラが景観重要樹木に指定される[1]。
- 2025年（令和7年）4月1日 - 横須賀市立田浦小学校を統合。

## 通学区域
2025年度は以下の通りである。
- 港が丘1丁目
- 田浦港町
- 田浦町
- 田浦大作町
- 田浦泉町
- 長浦町
- 箱崎町
- 安針台

## 進学先中学校
本校の通学区域がそれとなっているのは横須賀市立田浦中学校である。
また、公立学校選択制により、以下の学校も選択できる。
- 横須賀市立追浜中学校
- 横須賀市立鷹取中学校
- 横須賀市立坂本中学校
- 横須賀市立池上中学校